# Dienis Juskow
Dienis Igoriewicz Juskow (ros. Денис Игоревич Юсков; ur. 11 października 1989 w Moskwie) – rosyjski łyżwiarz szybki, wielokrotny medalista mistrzostw świata i brązowy medalista mistrzostw Europy.

## Kariera
Pierwszy sukces w karierze Dienis Juskow osiągnął w 2012 roku, kiedy wspólnie z Iwanem Skobriewem i Jewgienijem Łalenkowem zdobył brązowy medal w biegu drużynowym podczas dystansowych mistrzostw świata w Heerenveen. Na rozgrywanych rok później mistrzostwach świata na dystansach w Soczi Juskow zwyciężył na dystansie 1500 m, wyprzedzając bezpośrednio Shaniego Davisa z USA i Iwana Skobriewa. Na tych samych mistrzostwach był też czwarty w biegu drużynowym i biegu na 5000 m. W 2014 roku wywalczył brązowy medal na wielobojowych mistrzostwach świata w Heerenveen, ulegając tylko dwóm Holendrom: Koenowi Verweijowi i Janowi Blokhuijsenowi. W tym samym roku brał też udział w igrzyskach olimpijskich w Soczi, gdzie jego najlepszym wynikiem było czwarte miejsce na 1500 m. Walkę o medal przegrał tam z Dennym Morrisonem z Kanady. Na tych samych igrzyskach był też szósty w drużynie i biegu na 5000 m oraz siedemnasty na 1000 m. W 2015 roku zdobył złoty medal w biegu na 1500 m na mistrzostwach świata na dystansach w Heerenveen. Rok później, podczas mistrzostw świata w Kołomnie obronił tytuł, zdobywając też srebrny medal na 1000 m. Ponadto na mistrzostwach świata w Gangneung w 2017 roku był drugi na 1500 m.
Kilkukrotnie stawał na podium zawodów Pucharu Świata, odnosząc przy tym trzy indywidualne zwycięstwa. Najlepsze wyniki osiągnął w sezonie 2015/2016, kiedy triumfował w klasyfikacji końcowej 1500 m. Ponadto w sezonach 2013/2014 i 2016/2017 zajmował drugie miejsce w tej samej klasyfikacji.
Juskow został zawieszony przez rosyjska federację za marihuanę i nie wziął udziału w olimpiadzie 2018.